# Axis (romance)
Axis um romance de ficção científica escrito por Robert Charles Wilson e publicado pela Tor Books em 2007.  É a sequência direta de Spin, vencedor do Prêmio Hugo publicado dois anos antes. O romance foi finalista do John W. Campbell Award em 2008. 

## Ligações Externas
- Axis, base de dados do lançamento no Internet Speculative Fiction Database (em inglês)